# Сенчанська сільська рада
Сенчанська сільська рада — орган місцевого самоврядування Сенчанської сільської територіальної громади Миргородського району Полтавської області з розміщенням у селі Сенча.

## Населені пункти
Сільраді були підпорядковані населені пункти:
- c. Сенча
- c. Лучка
- c. Рудка